# Backlash (2003)
Backlash (2003) — пятое по счёту шоу Backlash, PPV-шоу производства американского рестлинг-промоушна World Wrestling Entertainment (WWE). Шоу прошло 27 апреля 2003 года на арене «Вустер Сентрум» в Вустере, Массачусетс, США. Концепция шоу была основана на последствиях от шоу WrestleMania XIX.
Главным событием стала встреча Голдберга и Скалы, в которой Голдберг, в своем первом матче в WWE, победил, удержав Скалу после «Гарпуна» и «Отбойного молота». В матче за чемпионство WWE Брок Леснар победил Джона Сину и сохранил титул. Это был первый матч для Джона Сины, когда он сразился за мировой титул в WWE.

## Результаты
| № | Результаты                                                                                                | Условия                                                                                   | Время |
| --- | --- | ----------------------------------------------------------------------------------------- | ----- |
| 1H | Скотт Штайнер победил Рико                                                                                | Одиночный матч                                                                            | 2:27  |
| 2 | «Команда Энгла» (Шелтон Бенджамин и Чарли Хаас) (c) победила «Лос Геррерос» (Эдди Герреро и Чаво Герреро) | Командный матч за командное чемпионство WWE                                               | 15:03 |
| 3 | Шон О'Хэйр (с Родди Пайпером) победил Рикиши                                                              | Одиночный матч                                                                            | 4:52  |
| 4 | Кейн и Роб Ван Дам (c) победили «Братьев Дадли» (Бубба Рэй Дадли и Ди-Вон Дадли)                          | Командный матч за командное чемпионство мира. Чиф Морли — специальный приглашённый рефери | 13:01 |
| 5 | Джазз (с Теодором Лонгом) победил Триш Стратус (c)                                                        | Одиночный матч за чемпионство WWE среди женщин                                            | 5:50  |
| 6 | Биг Шоу победил Рея Мистерио                                                                              | Одиночный матч                                                                            | 3:47  |
| 7 | Брок Леснар (с) победил Джона Сину                                                                        | Одиночный матч за титул чемпиона WWE                                                      | 11:43 |
| 8 | Трипл Эйч, Рик Флэр и Крис Джерико победили Шона Майклза, Кевина Нэша и Букера Ти                         | Командный матч шести человек                                                              | 17:51 |
| 9 | Голдберг победил Скалу                                                                                    | Одиночный матч                                                                            | 14:03 |
| - (ч) – чемпион на начало матча - H – указывает, что матч транслировался перед шоу на Sunday Night Heat | |                                                                                           |       |